# Шевченко В'ячеслав Віталійович
В'ячесла́в Віта́лійович Шевче́нко (17 липня 1972, Полтава — 7 лютого 2022, Полтава) — старший сержант Збройних Сил України, учасник російсько-української війни.

## Життєпис
Народився 17 липня 1972 року в м. Полтаві.
Учасник АТО. Навідник ДШК роти вогневої підтримки 91 ОАЕМБ 81 ОАЕМБр.
В Авдіївській промзоні зазнав легкого поранення в ногу. Дістав інвалідність 1-ї групи внаслідок війни й повернувся до цивільного життя. У вересні 2021 року йому ампутували поранену ногу. Батько двох дітей.
Помер 7 лютого 2022 року в м. Полтаві.

## Нагороди
За особистий внесок у зміцнення обороноздатності Української держави, мужність, самовідданість і високий професіоналізм, виявлені під час виконання військового обов'язку, та з нагоди Дня Збройних Сил України нагороджений орденом «За мужність» III ступеня (2.12.2016).